# サンワプタ峠
サンワプタ峠（サンワプタとうげ、英：Sunwapta Pass）とは、カナダのアルバータ州のカナディアンロッキーの北部にある峠である。標高2035ｍであり、ブリティッシュ・コロンビア州との境に広がるバンフ国立公園とジャスパー国立公園の間に位置する。

## 地理的特徴
サンワプタ峠は、マウント・アサバスカとナイジェル・ピークの間にある鞍部で、氷河地形を特徴とする。また、北米大陸の重要な大陸分水嶺のひとつとして知られ、ここを源とする雪解け水は三方向に分かれて流れる。
北方向：ジャスパー国立公園側を流れる川はアサバスカ川とマッケンジー川を経由して北極海へ注ぐ。
南東方向：バンフ国立公園を通った水は、ノース・サスカチュワン川、サスカチュワン川、ネルソン川を経てハドソン湾（大西洋）へ流れる。
西方向（南西）：峠近くの地形により、一部の水は氷原を越えて太平洋側へと流れ込むルートにわかれる。
このように、一つの地点から三大洋に水が分かれるという現象は北米でも非常に珍しい地形上の特徴である。

## 交通
サンワプタ峠には、1940年（昭和15年）に完成したアイスフィールド・パークウェイ（highway93）が通っている。この道路はバンフからジャスパーへと抜ける観光ルートの一部であり、特に夏季（7~8月）には多くの観光客が訪れ、月あたり最大10万台の車両が通行することもある。

## 観光と気候
標高2,000mを超えるため、サンワプタ峠周辺は夏でも冷涼で、日中は17〜20℃、夜間は5℃を下回ることもある。コロンビア氷原に隣接しており、氷河観光や展望施設（スカイウォーク）、ハイキングコースなどが整備されている。
周辺には、サンワプタ滝（Sunwapta Falls）、アサバスカ滝（Athabasca Falls）といった見どころも点在し、氷原観光の拠点として高い人気を誇る。